# Pentacentrodes tenellus
Pentacentrodes tenellus är en insektsart som först beskrevs av Karsch 1893.  Pentacentrodes tenellus ingår i släktet Pentacentrodes och familjen syrsor. Inga underarter finns listade i Catalogue of Life.